# Acidonia microcarpa
Acidonia microcarpa là một loài thực vật có hoa trong họ Quắn hoa. Loài này được (R.Br.) L.A.S.Johnson & B.G.Briggs miêu tả khoa học đầu tiên năm 1975. Nó là loài đặc hữu nằm ở bờ biển phía nam của tây nam tỉnh Botanic thuộc Tây Úc.